# Karl Erbe
Karl Erbe (* 22. August 1874 in Prag; † 9. März 1946 in Hanau) war ein deutscher Politiker (Wirtschaftspartei) und Abgeordneter des Provinziallandtages der preußischen Provinz Hessen-Nassau.

## Leben
Karl Erbe war der Sohn des Hofportiers Heinrich Erbe und dessen Gemahlin Karoline Kann. Nach seiner Schulausbildung erlernte er den Beruf des Anwaltsgehilfen und war, bevor er in den Jahren 1896 bis 1914 als Bürovorsteher einer Hanauer Anwaltskanzlei tätig war, bei verschiedenen Anwälten in Berlin und Kassel. Seit dem 1. August 1923 war er Geschäftsführer des Haus- und Grundbesitzervereins in Hanau. Er betätigte sich politisch, wurde hier 1929 Stadtverordneter und erhielt 1930 in indirekter Wahl ein Mandat für den Kurhessischen Kommunallandtag des Regierungsbezirks Kassel. Aus dessen Mitte wurde er zum Abgeordneten des Provinziallandtages der Provinz Hessen-Nassau bestimmt. Er blieb bis 1932 in den Parlamenten.